# 1994 NBA Draft
1994 NBA Draft – National Basketball Association Draft, który odbył się 29 czerwca 1994 w Indianapolis w stanie Indiana.

## Legenda
Pogrubiona czcionka – wybór do All-NBA Team.
|  | - występ w NBA All-Star Game. |

Gwiazdka (*) – członkowie Basketball Hall of Fame.

## Runda pierwsza
| Nr | Zawodnik              | Narodowość        | Drużyna NBA            | College/Drużyna                             |
| -- | --------------------- | ----------------- | ---------------------- | ------------------------------------------- |
| 1  | Glenn Robinson (SF)   | Stany Zjednoczone | Milwaukee Bucks        | Purdue University                           |
| 2  | Jason Kidd (PG)       | Stany Zjednoczone | Dallas Mavericks       | University of California                    |
| 3  | Grant Hill (SF)       | Stany Zjednoczone | Detroit Pistons        | Duke University                             |
| 4  | Donyell Marshall (SF) | Stany Zjednoczone | Minnesota Timberwolves | University of Connecticut                   |
| 5  | Juwan Howard (PF)     | Stany Zjednoczone | Washington Bullets     | University of Michigan                      |
| 6  | Sharone Wright (PF/C) | Stany Zjednoczone | Philadelphia 76ers     | Clemson University                          |
| 7  | Lamond Murray (SF)    | Stany Zjednoczone | Los Angeles Clippers   | University of California                    |
| 8  | Brian Grant (PF)      | Stany Zjednoczone | Sacramento Kings       | Xavier University                           |
| 9  | Eric Montross (C)     | Stany Zjednoczone | Boston Celtics         | University of North Carolina at Chapel Hill |
| 10 | Eddie Jones (SG)      | Stany Zjednoczone | Los Angeles Lakers     | Temple University                           |
| 11 | Carlos Rogers (SF)    | Stany Zjednoczone | Seattle SuperSonics    | Tennessee State University                  |
| 12 | Khalid Reeves (PG)    | Stany Zjednoczone | Miami Heat             | University of Arizona                       |
| 13 | Jalen Rose (G/F)      | Stany Zjednoczone | Denver Nuggets         | University of Michigan                      |
| 14 | Yinka Dare (C)        | Nigeria           | New Jersey Nets        | George Washington University                |
| 15 | Eric Piatkowski (SG)  | Stany Zjednoczone | Indiana Pacers         | University of Nebraska                      |
| 16 | Clifford Rozier (PF)  | Stany Zjednoczone | Golden State Warriors  | University of Louisville                    |
| 17 | Aaron McKie (SG)      | Stany Zjednoczone | Portland Trail Blazers | Temple University                           |
| 18 | Eric Mobley (PF)      | Stany Zjednoczone | Milwaukee Bucks        | University of Pittsburgh                    |
| 19 | Tony Dumas (SG)       | Stany Zjednoczone | Dallas Mavericks       | University of Missouri                      |
| 20 | B.J. Tyler (PG)       | Stany Zjednoczone | Philadelphia 76ers     | University of Texas                         |
| 21 | Dickey Simpkins (PF)  | Stany Zjednoczone | Chicago Bulls          | Providence College                          |
| 22 | Bill Curley (PF)      | Stany Zjednoczone | San Antonio Spurs      | Boston College                              |
| 23 | Wesley Person (SG)    | Stany Zjednoczone | Phoenix Suns           | Auburn University                           |
| 24 | Monty Williams (SF)   | Stany Zjednoczone | New York Knicks        | University of Notre Dame                    |
| 25 | Greg Minor (SG)       | Stany Zjednoczone | Los Angeles Clippers   | University of Louisville                    |
| 26 | Charlie Ward (PG)     | Stany Zjednoczone | New York Knicks        | Florida State University                    |
| 27 | Brooks Thompson (PG)  | Stany Zjednoczone | Orlando Magic          | Oklahoma State University                   |

## Runda druga
| Nr | Zawodnik                  | Narodowość                           | Drużyna NBA            | College/Drużyna                        |
| -- | ------------------------- | ------------------------------------ | ---------------------- | -------------------------------------- |
| 28 | Deon Thomas (F/C)         | Stany Zjednoczone                    | Dallas Mavericks       | University of Illinois                 |
| 29 | Antonio Lang (F/G)        | Stany Zjednoczone                    | Phoenix Suns           | Duke University                        |
| 30 | Howard Eisley (PG)        | Stany Zjednoczone                    | Minnesota Timberwolves | Boston College                         |
| 31 | Rodney Dent (F/C)         | Stany Zjednoczone                    | Orlando Magic          | University of Kentucky                 |
| 32 | Jim McIlvaine (C)         | Stany Zjednoczone                    | Washington Bullets     | Marquette University                   |
| 33 | Derrick Alston (F)        | Stany Zjednoczone                    | Philadelphia 76ers     | Duquesne University                    |
| 34 | Gaylon Nickerson (G)      | Stany Zjednoczone                    | Atlanta Hawks          | Northwestern Oklahoma State University |
| 35 | Michael Smith (F)         | Stany Zjednoczone                    | Sacramento Kings       | Providence College                     |
| 36 | Andriej Fietisow (F)      | Rosja                                | Boston Celtics         | CB Valladolid (Hiszpania)              |
| 37 | Dontonio Wingfield (F)    | Stany Zjednoczone                    | Seattle SuperSonics    | University of Cincinnati               |
| 38 | Darrin Hancock (G/F)      | Stany Zjednoczone                    | Charlotte Hornets      | University of Kansas                   |
| 39 | Anthony Miller (F)        | Stany Zjednoczone                    | Golden State Warriors  | Michigan State University              |
| 40 | Jeff Webster (F)          | Stany Zjednoczone                    | Miami Heat             | University of Oklahoma                 |
| 41 | William Njoku (PF)        | Ghana                                | Indiana Pacers         | Saint Mary’s University (Kanada)       |
| 42 | Gary Collier (SF)         | Stany Zjednoczone                    | Cleveland Cavaliers    | University of Tulsa                    |
| 43 | Shawnelle Scott (C)       | Stany Zjednoczone                    | Portland Trail Blazers | St. John’s University                  |
| 44 | Ali Vera (G)              | Włochy                               | Indiana Pacers         | Indiana University Bloomington         |
| 45 | Dwayne Morton (F)         | Stany Zjednoczone                    | Golden State Warriors  | University of Louisville               |
| 46 | Voshon Lenard (SG)        | Stany Zjednoczone                    | Milwaukee Bucks        | University of Minnesota                |
| 47 | Jamie Watson (F)          | Stany Zjednoczone                    | Utah Jazz              | University of South Carolina           |
| 48 | Jevon Crudup (F/C)        | Stany Zjednoczone                    | Detroit Pistons        | University of Missouri                 |
| 49 | Kris Bruton (SF)          | Stany Zjednoczone                    | Chicago Bulls          | Benedict College                       |
| 50 | Charles Claxton (C)       | Wyspy Dziewicze Stanów Zjednoczonych | Phoenix Suns           | University of Georgia                  |
| 51 | Lawrence Funderburke (PF) | Stany Zjednoczone                    | Sacramento Kings       | Ohio State University                  |
| 52 | Anthony Goldwire (PG)     | Stany Zjednoczone                    | Phoenix Suns           | University of Houston                  |
| 53 | Albert Burditt (PF)       | Stany Zjednoczone                    | Houston Rockets        | University of Texas                    |
| 54 | Željko Rebrača (C)        |                                      | Seattle SuperSonics    | KK Partizan (Jugosławia)               |